# رودبار الیگودرز
رودخانه رودبار الیگودرز از سرشاخه‌های اصلی شاخه شرقی دز یا بختیاری می‌باشد. سر شاخه‌های اصلی این رودخانه شامل رودخانه‌های قُلیان (که خود از سرشاخه‌های دره دزدان، دائی و دره لکو تشکیل شده‌است)، رودخانه کاکلستان و رودخانه وهرگان می‌باشند. این رودخانه در مسیر خود یک رشته ارتفاعات U شکل و به‌طول ۳۸ کیلومتر را دور زده و به رودخانه الکن تغییر نام پیدا می‌کند. اختلاف ارتفاع حدود ۳۰۰ متری بستر رودخانه در طرفین ارتفاعات مذکور، موقعیتی استثنایی جهت تولید انرژی برق آبی را به‌وجود آورده‌است. رودخانه الکن پس از دریافت چند شاخه کوچک، با تغییر مسیر به سمت جنوب به لیرو  و سپس رودخانه آب زالکی تغییر نام پیدا می‌کند. و نهایتا پس از اتصال رودخانه سرکول به آن به رودخانه بختیاری معروف می‌گردد. سد رودبار لرستان در مسیر این رود ساخته شده است.